# Machairasaurus
Machairasaurus (лат.) — род динозавров из семейства овирапторид (Oviraptoridae), живших во времена верхнемеловой эпохи (кампанский век). Включает единственный типовой вид — Machairasaurus leptonychus. Окаменелости динозавра были обнаружены в формации Баян Мандаху (Bayan Mandahu) (Китай).
Родовое название образовано от др.-греч. μάχαιρα — «меч» и σαῦρος — «ящерица», видовое — от др.-греч. λεπτός — «тонкий» и ὄνυξ — «коготь».
Типовые экземпляры (IVPP V15979, IVPP V15980) включают в себя разрозненные останки фаланг передних конечностей, метакарпалий (пястных костей), предплечья, фаланги ног, позвонков и рёбер.
Кисти Machairasaurus не были приспособлены для захвата добычи и, возможно, этот динозавр был полностью растительноядным.
Этот род был отнесён в кладу Ingeniinae и занимает промежуточное положение между примитивными родами Khaan, Conchoraptor и «продвинутыми» Ajancingenia и Heyuannia.